# Gobiesox marmoratus
El pejesapo veteado (Gobiesox marmoratus) es una especie de pez de la familia Gobiesocidae.

## Descripción
Es un pejesapo pequeño que alcanza una talla máxima conocida de 16 cm.  Así como otros pejesapos del Orden, G.marmoratus posee una ventosa formada entre sus aletas pélvicas (ventrales) la que le permite permanecer adherido al sustrato y evitar ser removido por el oleaje.  

## Hábitat
Este pejesapo, en sus estadios juvenil y adulto, vive preferentemente en el intermareal rocoso adherido a la superficie inferior de piedras y rocas en sectores bañados por un oleaje medianamente intenso, a diferencia de Sicyases sanguineus que es capaz de ubicarse en sectores con un oleaje más intenso.  En ocasiones, G. marmoratus puede quedar atrapado en pozas litorales a medida que baja la marea, quedando expuesto a alzas de temperatura, salinidad y desecación.
Así como la mayoría de los pejesapos, G. marmoratus se desarrolla a partir de huevos bentónicos adheridos a la cara inferior de piedras ubicadas en el intermareal rocoso.  Al eclosionar de los huevos, las pequeñas larvas (unos 4 mm LT), deben atravesar el área de rompientes para encontrar aguas abiertas donde se integrará al zooplancton para permanecer durante toda su etapa larval.  Al inicio de la metamorfósis (8.8 mm LT)la osificación de su sistema bucal aún no es completa y su ventosa no está formada por lo que aún no puede integrarse al bentos.  Su vida bentónica recién puede inciciarse entre los 10 y 19 mm LT, la que probablemente implica ir acercándose a la costa rocosa saltando (y adhiriéndose) de piedra en piedra para atravesar la barrera de las rompientes, para adquirir en este lugar los alimentos que le permiten sus nuevos dientes y estructuras bucales.

## Distribución
Pacífico suroriental desde Perú hasta Chile austral y en el Atlántico suroccidental (Uruguay, Argentina).